# 寺田貴信
寺田 貴信（てらだ たかのぶ、1969年11月11日 - ）は、日本のゲームプロデューサー。京都府出身。血液型B型。関西学院大学社会学部卒業。
バンダイナムコエンターテインメント（BNEI）のゲームソフト「スーパーロボット大戦シリーズ」（「スパロボ」）をプロデュースしている。かつてはバンプレスト、BNEI子会社のゲーム開発部門・B.B.スタジオに在籍。2021年8月31日にB.B.スタジオを退社し、フリーランスで活動中。

## 略歴

### 学生時代
小学校に上がる頃に見た劇場用アニメ『マジンガーZ対暗黒大将軍』に感動し、以降ほとんどのロボットアニメを視聴するようになる。
中学校に入り、周りの友達がアニメから卒業していく中でもアニメの視聴をやめず、表向き興味がない振りをしながらガンダムなどのプラモデルを集めていた。高校、大学では弓道部の主将を務めたが、この二重生活は続いている。当時の寺田は同人誌などの存在を知らなかったため、他人と趣味を共有することなく自己完結していた。
任天堂のマリオクラブに所属していた寺田は、ファミリーコンピュータ用ソフト『第2次スーパーロボット大戦』（当時はバンプレスト社発売）およびスーパーファミコン用ソフト『第3次スーパーロボット大戦』（同様）を発売前にテストプレイしており、マジンガーZとガンダムが共演する独特の世界観で物議をかもしたこれらのソフトを通じて、バンプレストに興味を持っていた。

### バンプレスト入社後
キャラクターを扱った仕事をしたいと漠然と思っていた寺田は、バンダイの玩具部門へ面接を受けに行ったが採用されなかった。そこで今度は、今後成長すると見込んだゲーム業界で企画開発を目指して就職活動を行った。文系出身だったためなかなか採用されなかったが、バンダイに面接を受けに行った際に薦められていたバンプレストだけが、企画書に目を通し開発部の内定をもらえたため、バンプレストに就職する。
バンプレストでの面接の際、スーパーロボット大戦シリーズの開発をやる気があるかと聞かれ、面倒臭そうと考えた寺田は特撮のゲームが作りたいと答えていた。しかし、上司から質問された機械獣やモビルアーマーの名前を即答できたことから、スーパーロボット大戦シリーズの開発に配属される。当時の寺田は、スーパーロボット大戦シリーズに対して「SDがイヤだ」や「独特の世界観がなじめない」といった否定的な感情を抱いていた（入社4年後のインタビューでは、スーパーロボット大戦シリーズの世界観について「ゲームオリジナルの世界にしかるべき理由があってそれぞれのキャラクターが存在している」「好きですし、納得しています。」と答えている）。
スーパーロボット大戦シリーズは当初『第4次スーパーロボット大戦』で完結する予定だったが、制作中にシリーズ継続が決定しバンプレストの初代社長である杉浦幸昌から「もっと売れるようにしろ」「20年続けろ」との指示が出された。これに対し、スーパーロボット大戦シリーズはユーザー層が限定されていてその幅を広げるのは難しいと考えていた寺田は「スパロボみたいな作品が売れたら、世の中おかしいです」と発言したが、「そういうモノが売れる文化を創れ!」と一喝されている。なぜ20年なのかという問いに杉浦は「20年続ければ文化になる。親子で楽しめるようになる。そういう大きな流をつくるために20年続けなさい」と答え、それを聞いた寺田は「継続は力なり」という言葉を念頭に置くようになった。
入社1年目でゲームボーイ用ソフト『第2次スーパーロボット大戦G』のプロデュースを担当。当時のスーパーロボット大戦シリーズは放送終了した懐かしのロボットが出演するゲームというイメージがあったため、それを払拭すべく新しい作品を取り入れようと奔走する。放送中のテレビアニメ『機動武闘伝Gガンダム』と前番組の『機動戦士Vガンダム』を取り入れるよう提案するが、新しいガンダムに馴染みのないスタッフたちに一蹴されてしまう。しかし、あきらめずに『機動武闘伝Gガンダム』のビデオを見せてスタッフを説得。スタッフの中に『機動武闘伝Gガンダム』のファンが増えていき、最終的にはスタッフ側からイベント案の提案が出るまでになった。こうして、新旧のロボット作品が共演するというスタイルが確立され、その後シリーズにも継承されていった。
バンプレストの家庭用ゲームソフト企画開発部門は、1997年にバンプレ企画と統合してバンプレソフトとなり、2011年にベックと合併してB.B.スタジオとなる。寺田はB.B.スタジオ設立以来同社の取締役であったが、2015年3月をもって取締役は辞任し、ゲーム開発に専念することになる。2021年12月、同年8月末を持ってB.B.スタジオを退職していたことを明かす。フリーランスとしてスパロボシリーズにはスーパーバイザーとして関わりつつ、同シリーズ以外の仕事も行っていくという。

## 人物

### 外見
新作発表時のインタビューやイベントに顔を出しているため、外見は公表されている。体型は基本的には太り気味だが、忙しさ故に太ったり痩せたりを繰り返している。髪型はかりあげで、2008年頃からは顎鬚を生やしている。メガネを着用しているが、インタビューなどでは外していることが多い。普段着はTシャツにジーンズなどラフな格好が多いが、大きなイベントではスーツを着用している。
柴田亜美の漫画『ドキばぐ』や津島直人が参加したスパロボのアンソロジーコミックに登場した事がある（時期としては1997年の『スーパーロボット大戦F』の頃）。ただし両作家とも写実的な作風ではないため、髪型以外寺田本人には似ていない。

### 趣味
自身も相当なロボット・特撮マニアであり、影響を受けたロボットアニメ作品として、上記の劇場版『マジンガーZ』以外に『機動戦士Ζガンダム』や『伝説巨神イデオン』なども挙げている。ロボット・特撮以外では『うる星やつら』もアニメを見続ける一因になったと語っている。なお、ロボットアニメ以外のアニメ（『プリキュア』や『ドラゴンボール改』など）も、時間が許す限り目を通している。
趣味と仕事を兼ねて、プラモデルやおもちゃを収集している。集めたプラモデルがゲーム製作の資料としてもらわれていくことがあるため、レアなキットは2個ずつ購入している。こうして集めた資料類が自宅に収まりきらなくなり、引越しをしたことがある。
『インベーダーゲーム』の頃からのゲーマーであり、大学時代に弓道部の主将を務めていた頃に『ドラゴンクエストIV 導かれし者たち』の発売日に特権で稽古を休みにした事がある。又、バンプレスト入社後NINTENDO 64の発売日に本体と『スーパーマリオ64』を購入し、12時間連続でプレイした結果、翌日会社に遅刻して上司に怒られたという失態を犯している。
阪神タイガースファンであることを自身のブログで公言している。

### ゲーム製作に対するスタンス
プロデュースが本業であるが、『スーパーロボット大戦ORIGINAL GENERATION』や『スーパーロボット大戦OG -ディバイン・ウォーズ-』など一部の作品ではシナリオも担当している。オリジナルロボットダイゼンガーのネーミングも寺田の命名である。ネーミングは「少しダサめにつけるのが良い」という考えを持っており、本人は昔の先輩のアドバイスによるものだと語っている。
息の長いシリーズを製作していることから、ユーザーに飽きられないようゲームの情報の出し方に気を配っている。ゲームの発売前にどこまで情報を出すか、広報と衝突することもしばしばあった。そうしたこともあり、発売前のゲームについて事前情報が流出した際には、情報を漏らすユーザーに対し公式ブログ上で苦言を呈したことがある。一方、動画投稿サイトにプレイ動画がアップされることについては「ゲームをどう楽しむかは、ユーザーさん次第なので。」と寛容な立場を取っている。ただし、コンテンツ製作に関わる立場から、寺田自身は違法アップロードされたコンテンツを見ないようにしている。

### エピソード
「寺田大将軍」の名前でテレビに出演し広報活動をしていたことがあり、同じ業界の人間から広報出身だと間違えられることがある。
1996年発売の『第4次スーパーロボット大戦S』以降のDC戦争シリーズ・αシリーズ・Zシリーズのように主人公の誕生日・血液型を自分で設定できる作品では、寺田と同じ11月11日生まれのB型にすると強力な精神コマンドを持つキャラクターになるのがお馴染みとなっている。
スパロボ開発のために会社に泊まりこんだ際、うっかりTシャツにパンツ1枚のままビルの外に出て締め出されてしまう。その後、スタッフに見つけてもらうまで監視カメラを潜り抜け10数時間にわたって耐え忍んだ。のちにこの件を上司に話したところ、「おまえ『ドラクエ』でも初期装備はこんぼうくらいは持っているだろ?」と言われたことから布の服事件と呼ばれている。
スパロボシリーズのCM、PV等を数多く制作している映像演出家嶋崎直登のアイディアが実現し、延期の末に発売された『スーパーロボット大戦OG ORIGINAL GENERATIONS』の発売日当日（2007年6月28日）には、「できたよ～!」と早朝の秋葉原電気街を駆け抜けるWEB用CMに出演。このCMの収録には公式ブログを見て駆けつけた200人を超える一般ユーザー、『スーパーロボット大戦OG ORIGINAL GENERATIONS』に出演し自身もファンの置鮎龍太郎、公式ブログ執筆者の一人である相沢舞が参加。CMは当日の内に公式サイトから期間限定で配信された。

## 参加作品

### ゲーム
以下の情報は、注釈のあるものを除き各作品のスタッフロールを出典とする。
- スーパーロボット大戦EX（1994年、SFC） - デバッグ[5]
- Mighty Morphin' Power Rangers - The Movie（1994年、GG、北米のみの発売）[31]
- 第4次スーパーロボット大戦（1995年、SFC） - デバッグ[5]
- 第2次スーパーロボット大戦G（1995年、GB） - プロデュース
- 第4次スーパーロボット大戦S（1996年、PS） - プロデュース
- 特捜機動隊ジェイスワット（1996年、SS） - プロデュース
- 新スーパーロボット大戦（1996年、PS） - プロデュース
- 神聖伝メガシード 復活編（1997年、PS） - プロデュース
- スーパーロボット大戦F（1997年、SS） - プロデュース
- グランドレッド（1997年、SS） - プロデュース
- スーパーロボット大戦F完結編（1998年、SS） - プロデュース
- スーパーロボットスピリッツ（1998年、N64） - プロデュース、設定、シナリオ
- スーパーロボット大戦F（1998年、PS） - プロデュース、CM出演[32]
- スーパーヒーロー作戦（1999年、PS） - プロデュース、企画、構成、シナリオ
- アームド・ファイター[33]（1999年、PS） - プロデュース
- スーパーロボット大戦F完結編（1999年、PS） - プロデュース
- スーパーロボット大戦コンプリートボックス（1999年、PS） - プロデュース
- スーパーロボット大戦64（1999年、N64） - プロデュース
- スーパーロボット大戦α（2000年、PS） - プロデュース、脚本、総監督
- スーパーヒーロー作戦 ダイダルの野望（2000年、PS） - プロデュース
- スーパーロボット大戦α外伝（2001年、PS） - プロデュース、構成、シナリオ、総監督
- スーパーロボット大戦α for Dreamcast（2001年、DC） - プロデュース、脚本
- スーパーロボット大戦A（2001年、GBA） - プロデュース
- スーパーロボット大戦IMPACT（2002年、PS2） - プロデュース
- スーパーロボット大戦R（2002年、GBA） - プロデュース
- スーパーロボット大戦ORIGINAL GENERATION（2002年、GBA） - プロデュース、脚本
- 第2次スーパーロボット大戦α（2003年、PS2） - プロデュース、脚本
- スーパーロボット大戦COMPACT3（2003年、WSC） - プロデュース
- スーパーロボット大戦D（2003年、GBA） - プロデュース
- スーパーロボット大戦Scramble Commander（2003年、PS2） - プロデュース
- スーパーロボット大戦MX（2004年、PS2） - プロデュース、製作総指揮、CM出演[34]、主題歌バックコーラス[35]
- スーパーロボット大戦GC（2004年、GC） - プロデュース
- スーパーロボット大戦ORIGINAL GENERATION2（2005年、GBA） - プロデュース、シナリオ補佐
- 第3次スーパーロボット大戦α 終焉の銀河へ（2005年、PS2） - プロデュース、シナリオ、製作総指揮、主題歌バックコーラス[35]
- スーパーロボット大戦J（2005年、GBA） - プロデュース
- スーパーロボット大戦MX ポータブル（2005年、PSP） - プロデュース
- スーパーロボット大戦W（2007年、DS） - プロデュース
- スーパーロボット大戦OG ORIGINAL GENERATIONS（2007年、PS2） - プロデュース、製作総指揮、脚本
- スーパーロボット大戦Scramble Commander the 2nd（2007年、PS2） - プロデュース
- スーパーロボット大戦OG外伝（2007年、PS2） - プロデュース、製作総指揮
- 無限のフロンティア スーパーロボット大戦OGサーガ（2008年、DS） - スーパーバイザー
- スーパーロボット大戦A PORTABLE（2008年、PSP） - プロデュース
- スーパーロボット大戦Z（2008年、PS2） - プロデュース、主題歌バックコーラス[36]
- スーパーロボット大戦K（2009年、DS） - プロデュース
- スーパーロボット大戦NEO（2009年、Wii） - プロデュース
- 無限のフロンティアEXCEED スーパーロボット大戦OGサーガ（2010年、DS） - スーパーバイザー
- スーパーロボット大戦OGサーガ 魔装機神 THE LORD OF ELEMENTAL（2010年、DS） - プロデュース
- Another Century's Episode:R（2010年、PS3） - プロデュース
- スーパーロボット大戦L（2010年、DS） - プロデュース
- 第2次スーパーロボット大戦Z 破界篇（2011年、PSP） - プロデュース
- スーパーロボット大戦OGサーガ 魔装機神II REVELATION OF EVIL GOD（2012年、PSP） - プロデュース
- 第2次スーパーロボット大戦Z 再世篇（2012年、PSP） - プロデュース
- 第2次スーパーロボット大戦OG（2012年、PS3） - プロデュース
- スーパーロボット大戦UX（2013年、3DS） - プロデュース
- スーパーロボット大戦OGサーガ 魔装機神III PRIDE OF JUSTICE（2013年、PS3、PS Vita） - プロデュース
- 第3次スーパーロボット大戦Z 時獄篇（2014年、PS3、PS Vita） - プロデュース
- スーパーロボット大戦OGサーガ 魔装機神F COFFIN OF THE END（2014年、PS3） - プロデュース
- 第3次スーパーロボット大戦Z 天獄篇（2015年、PS3、PS Vita） - プロデュース
- スーパーロボット大戦BX（2015年、3DS） - プロデュース
- スーパーロボット大戦X-Ω（2015年 - 2021年、iOS、Android） - スーパーバイザー[37]
- スーパーロボット大戦OG ムーン・デュエラーズ（2016年、PS3、PS4） - 企画、脚本
- スーパーロボット大戦V（2017年、PS4、PS Vita） - プロデュース
- スーパーロボット大戦X（2018年、PS4、PS Vita） - プロデュース
- スーパーロボット大戦DD（2019年 - 2023年、iOS、Android） - シナリオ、戦闘アニメ監修[38]
- スーパーロボット大戦T（2019年、PS4、Switch） - プロデュース
- スーパーロボット大戦30（2021年、PS4、Switch、Windows） - プロデュース

### アニメ
- スーパーロボット大戦ORIGINAL GENERATION THE ANIMATION（2005年、OVA） - プロデュース、監修
- スーパーロボット大戦OG -ディバイン・ウォーズ-（2006年、TVアニメ） - 監修、シリーズ構成、脚本
- スーパーロボット大戦OG -ジ・インスペクター-（2010年、TVアニメ） - 監修、虎王機の声

### ラジオ
- サンライズラヂオEX。 - 出演
- スパロボOGネットラジオ うますぎWAVE - 監修、出演
- 熱血!必中!ボイス・スパログ! - 番組構成、脚本、出演

### ドラマCD
- スーパーロボット大戦α ORIGINAL SCORE（2000年、サウンドトラック） - ドラマパート原案
- スーパーロボット大戦α ORIGINAL STORY（2001年、ドラマCD） - 原案、シリーズ監修、脚本
- スーパーロボット大戦ORIGINAL GENERATION THE SOUND CINEMA（2005年、ドラマCD） - 原案、監修
- スーパーロボット大戦OG -ジ・インスペクター- ドラマCD（2011年、ドラマCD） - 監修

### 作詞
- Psychic Energy（1997年）
- VANISHING TROOPER（2000年）
- ACE ATTACKER（2000年）
- 鋼の箱舟（2006年）
- Fairy Dang-Sing〜月下に妖精は舞う（2010年）

### その他
- スーパーロボットスピリッツプレストーリー オペレーションSRW（1998年、小説） - 監修
- 超機人 龍虎王伝奇（2003年、漫画） - 原作
- 電撃スパロボ! - オリジナルロボットなどの解説
- SECRET HANGAR - オリジナルロボットなどの解説